# Astrosclera willeyana
Astrosclera willeyana är en svampdjursart som beskrevs av Lister 1900. Astrosclera willeyana ingår i släktet Astrosclera och familjen Astroscleridae. Inga underarter finns listade i Catalogue of Life.